# Nowy Wiśnicz
Nowy Wiśnicz ist eine Stadt in der Woiwodschaft Kleinpolen, Polen. Sie ist Sitz der gleichnamigen Stadt-und-Land-Gemeinde mit etwa 13.850 Einwohnern.

## Geografische Lage
Nowy Wiśnicz liegt etwa zehn Kilometer südlich von Bochnia, zwischen Krakau und Tarnów.

## Geschichte
1238 wurde der Ort das erste Mal erwähnt.
1616 wurde dem Dorf Rogozie auf Bestreben von Stanisław Lubomirski durch Sigismund III. Wasa das Stadtrecht verliehen.
Das Schloss des Ortes wurde im 14. Jahrhundert errichtet. Im 16. Jahrhundert wurde das Schloss im Stil der Renaissance umgebaut. Weitere Umbauten erfolgten in den folgenden Jahrhunderten. 1772 während der 1. Teilung Polens fiel der Ort an Österreich. 1824 wurde der Maler Juliusz Kossak geboren. 1831 fiel das Schloss einem Brand zum Opfer.
Das Kloster der Karmeliten wurde im 18. Jahrhundert zu einem Gefängnis umgebaut und hat diese Funktion bis heute inne.
1949 wurde das Schloss wieder aufgebaut. Es befindet sich heute wieder im Eigentum des Familienvereins der Fürsten Lubomirski.

## Gemeinde
Zur Stadt-und-Land-Gemeinde gehören neben der Stadt Nowy Wiśnicz weitere elf Dörfer.

## Bauwerke

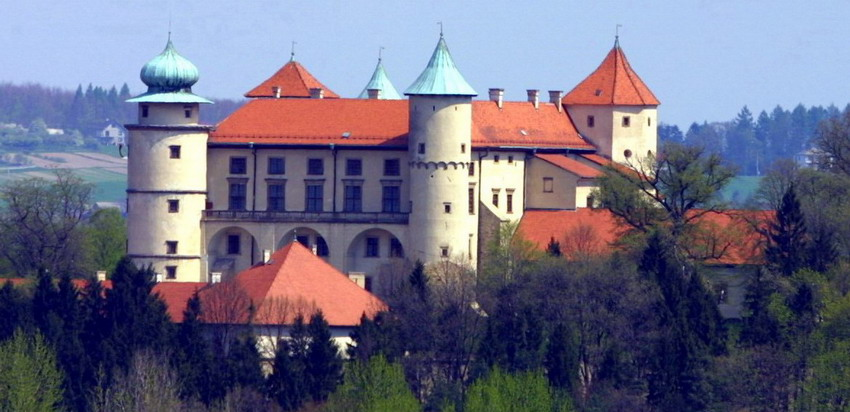
Burg Nowy Wiśnicz

Zwischen dem Schloss und dem in ein Gefängnis umfunktionierten Kloster befindet sich ein Gutshaus aus dem 19. Jahrhundert, das 1979 restauriert wurde.

## Söhne und Töchter der Stadt
- Juliusz Kossak (1824–1899), Maler
- Jan Brzękowski (1903–1983), Dichter und Schriftsteller
- Czesław Dźwigaj (* 1950), Bildhauer